# Adamsville (Tennessee)
Adamsville es un pueblo ubicado en los condados de McNairy y Hardin en el estado estadounidense de Tennessee. En el Censo de 2010 tenía una población de 2207 habitantes y una densidad poblacional de 123,32 personas por km².

## Geografía
Adamsville se encuentra ubicado en las coordenadas 35°14′3″N 88°22′15″O / 35.23417, -88.37083. Según la Oficina del Censo de los Estados Unidos, Adamsville tiene una superficie total de 17.9 km², de la cual 17.77 km² corresponden a tierra firme y (0.69%) 0.12 km² es agua.

## Demografía
Según el censo de 2010, había 2207 personas residiendo en Adamsville. La densidad de población era de 123,32 hab./km². De los 2207 habitantes, Adamsville estaba compuesto por el 95.74% blancos, el 1.27% eran afroamericanos, el 0.45% eran amerindios, el 0.09% eran asiáticos, el 0% eran isleños del Pacífico, el 0.82% eran de otras razas y el 1.63% pertenecían a dos o más razas. Del total de la población el 1.72% eran hispanos o latinos de cualquier raza.